# James Croll
James Croll (Wolfhill, 2 gennaio 1821 – Perth, 15 dicembre 1890) è stato un climatologo britannico, che sviluppò la prima teoria dei cambiamenti climatici basata sulle variazioni dell'orbita terrestre.

## Biografia
James Croll nacque nel 1821 nella fattoria di Little Whitefield, a Wolfhill nel Perthshire, in Scozia. Era largamente autodidatta, e imparò da sé la fisica e l'astronomia. A 16 anni divenne apprendista nella bottega di un fabbricante di ruote a Collace vicino Wolfhill, e poi, a causa di problemi di salute, fu commerciante di tè ad Elgin, Moray. Si sposò con Isabella Macdonald nel 1848. Nel 1850 gestì un albergo della temperanza a Blairgowrie, e fu poi agente di assicurazione a Glasgow, Edimburgo e Leicester.
Nel 1859 divenne custode nel museo all'Andersonian College and Museum di Glasgow ed ebbe così libero accesso ai libri necessari allo sviluppo delle sue idee. Dal 1864, Croll corrispose con Lord Charles Lyell, sui collegamenti tra ere glaciali e variazioni nell'orbita della Terra. Questa attività scientifica lo condusse ad un posto nell'ufficio di Edimburgo del Servizio Geologico scozzese come custode delle mappe; il direttore, Lord Archibald Geikie, incoraggiò la sua ricerca. Croll pubblicò un buon numero di libri e documenti che "erano all'avanguardia della scienza contemporanea", incluso "Climate and Time in their Geological Relations" (Clima e tempo nella loro relazione geologica) nel 1875. Croll corrispose con Charles Darwin sul tema dell'erosione fluviale. Nel 1876, fu eletto membro della Royal Society e ricevette una laurea onoraria dall'Università di St Andrews.
Croll andò in pensione nel 1880 a causa delle precarie condizioni di salute, e morì nel 1890.

## Teoria delle ere glaciali
Usando le formule per le variazioni orbitali sviluppate da Le Verrier(che avevano condotto alla scoperta di Nettuno), Croll sviluppò una teoria degli effetti di variazioni dell'orbita della terra sui cicli climatici. La sua idea era quella che il decrescere della luce del Sole di inverno favorisca l'accumulazione di neve, e per la prima volta accoppiò questo all'idea di un ghiaccio-albedo (riflessione della luce da parte del ghiaccio), reazione positiva  per amplificare le variazioni solari. Suggerì che quando l'eccentricità orbitale è alta, poi gli inverni tendono ad essere più freddi quando la terra è più lontano dal Sole in quella stagione e, quindi, che durante i periodi di elevata eccentricità orbitale, ere glaciali si verificano su 22.000 cicli di anno in ciascun emisfero, e si alternano tra gli emisferi settentrionale e meridionale, della durata di circa 10.000 anni ciascuno.
La teoria di Croll predisse ere glaciali multiple, asincrone tra emisferi settentrionali e meridionali, e che le ultime ere glaciali sarebbero dovuto finire approssimativamente 80,000 anni fa.I geologi furono interessati in una teoria per spiegare questo. I geologi non erano poi capaci di datare abbastanza accuratamente sedimenti sufficienti per determinare se la glaciazione fosse sincrona tra gli emisferi, sebbene le prove indirizzassero più verso una sincronia che non. Ancora più importante, le stime del tasso di recessione delle Cascate del Niagara ha indicato che l'ultima era glaciale finì 6.000 a 35.000 anni fa - una vasta gamma, ma sufficiente ad escludere la teoria del Croll, a coloro che accettano le misurazioni. 
Il lavoro di Croll fu discusso a lungo, ma dalla fine del XIX secolo, la sua teoria fu generalmente messa in dubbio. L'idea di base di variazioni di insolazione orbitariamente forzate che influenzino le temperature terrestri fu sviluppata ulteriormente da Milutin Milanković negli anni quaranta del '900; nota come Cicli di Milanković, nella formulazione moderna la teoria fu largamente accettata a partire dagli anni settanta.

## Opere
- 1857: The Philosophy of Theism
- 1875: Climate and Time, in Their Geological Relations
- 1885: Climate and Cosmology
- 1889: Stellar Evolution and Its Relations to Geological Time
- 1896: Autobiographical Sketch of James Croll, With Memoir of His Life and Work (postuma, a cura di J. C. Irons)